# Alpha1 Librae
Alpha1 Librae (α1 Lib / α1 Librae) è una stella bianco-gialla nella sequenza principale di magnitudine 5,15 situata nella costellazione della Bilancia. Dista 77 anni luce dal sistema solare.

## Osservazione
Si tratta di una stella situata nell'emisfero celeste australe; grazie alla sua posizione non fortemente australe, può essere osservata dalla gran parte delle regioni della Terra, sebbene gli osservatori dell'emisfero sud siano più avvantaggiati. Nei pressi dell'Antartide appare circumpolare, mentre resta sempre invisibile solo in prossimità del circolo polare artico. La sua magnitudine pari a 5,2 fa sì che possa essere scorta solo con un cielo sufficientemente libero dagli effetti dell'inquinamento luminoso.
Il periodo migliore per la sua osservazione nel cielo serale ricade nei mesi compresi fra fine marzo e agosto; da entrambi gli emisferi il periodo di visibilità rimane indicativamente lo stesso, grazie alla posizione della stella non lontana dall'equatore celeste.

## Caratteristiche fisiche
La stella è una bianco-gialla di sequenza principale, ed è la componente meno luminosa della larga doppia Alfa Librae; è nominata come Alfa1 perché più a est della più brillante compagna ed è una binaria spettroscopica in cui le componenti ruotano attorno al comune centro di massa in un periodo di 5,87 giorni, alla distanza di circa 10 UA l'una dall'altra.
Possiede una magnitudine assoluta di +3,28 e la sua velocità radiale positiva indica che la stella si sta allontanando dal sistema solare.